# マナーモード/キソクタダシクウツクシク/君だけじゃないさ…friends
「マナーモード/キソクタダシクウツクシク/君だけじゃないさ…friends」（マナーモード/キソクタダシクウツクシク/きみだけじゃないさ…フレンズ）は、2017年12月13日にアップフロントワークス（hachamaレーベル）から発売、および配信されたアンジュルムのDVD、Blu-ray Disc作品。

## 概要
アンジュルムとしては初の映像作品としての楽曲リリース。
同年6月26日にアンジュルムに加入した船木結・川村文乃にとっては初のアンジュルム参加楽曲となった。
DVDにはヴィジュアルブックレットが特典として封入されている。
Blu-ray Discには3曲のマルチアングル映像、「マナーモード」(MUSIC VIDEO 360度VR Ver.)ダウンロードコード、及び3曲の音源をダウンロードできるミュージックカード(プレイパス)が封入されている。
リリースに先駆けて、リード曲「マナーモード」が同年11月11日より各音楽配信サイトにて先行配信された。

### 楽曲解説
マナーモード
楽曲のメインパートを務めるのは和田彩花、佐々木莉佳子、笠原桃奈。振付師はEXILE SHOKICHIやE-girlsのダンス指導も行なっているダンサーのYUKA。
キソクタダシクウツクシク
楽曲のメインパートを務めるのは中西香菜、竹内朱莉、勝田里奈、船木結。
君だけじゃないさ…friends
楽曲のメインパートを務めるのは室田瑞希、上國料萌衣、川村文乃。翌年5月9日にリリースされた同グループ24枚目のシングル「泣けないぜ…共感詐欺/Uraha=Lover/君だけじゃないさ...friends(2018アコースティックVer.)」にてアコースティックVer.としてCDに初めて収録された。なおアコースティックVer.ではオリジナルとは異なり全メンバーにソロパートが振り分けられている。

## 収録曲
1. マナーモード（Music Video）
  - 作詞：児玉雨子、作曲・編曲：炭竃智弘[4]
2. キソクタダシクウツクシク（Music Video）
  - 作詞：亜伊林、作曲：星部ショウ、編曲：板垣祐介[4]
3. 君だけじゃないさ…friends（Music Video）
  - 作詞・作曲：星部ショウ、編曲：平田祥一郎[4]

特典映像（Blu-ray）
1. マナーモード（マルチアングル）
2. キソクタダシクウツクシク（マルチアングル）
3. 君だけじゃないさ…friends（マルチアングル）

## リリース日一覧
| 地域 | リリース日     | レーベル               | 規格                 | カタログ番号                      |
| ---- | -------------- | ---------------------- | -------------------- | --------------------------------- |
| 日本 | 2017年11月11日 | UP-FRONT WORKS         | ダウンロードシングル | UFDL-1369                         |
| 日本 | 2017年12月13日 | hachama/UP-FRONT WORKS | DVD                  | HKBN-50218                        |
| 日本 | 2017年12月13日 | hachama/UP-FRONT WORKS | Blu-ray              | HKXN-50061                        |
| 日本 | 2017年12月13日 | hachama/UP-FRONT WORKS | ダウンロードシングル | UFDL-1368（LC-AAC）               |
| 日本 | 2017年12月13日 | hachama/UP-FRONT WORKS | ダウンロードシングル | UFDL-1368-HR（FLAC・96kHz/24bit） |

## 参加メンバー
- 1期：和田彩花
- 2期：中西香菜、竹内朱莉、勝田里奈
- 3期：室田瑞希、佐々木莉佳子
- 4期：上國料萌衣
- 5期：笠原桃奈
- 6期：船木結、川村文乃

## クレジット
マナーモード
- Programming：炭竃智弘
- E.Guitar：菊池真義
- Chorus：竹内朱莉、室田瑞希、上國料萌衣、塩原奈美子
- Mix Engineer：脇坂了

キソクタダシクウツクシク
- Programming,Bass & Guitar：板垣祐介
- Chorus：塩原奈美子、星部ショウ
- Mix Engineer：脇坂了

君だけじゃないさ...friends
- Programming：平田祥一郎
- Chorus：たいせい、塩原奈美子
- Mix Engineer：脇坂了

## 君だけじゃないさ...friends (ひまわりVer.)
「君だけじゃないさ...friends (ひまわりVer.)」（きみだけじゃないさ フレンズ ひまわりバージョン）は、佐々木莉佳子のデジタル・ダウンロード・シングル。2024年6月20日にUP-FRONT WORKSから配信された。

### 概要
- 2024年6月19日をもってアンジュルム及びハロー!プロジェクトを卒業した佐々木莉佳子が卒業公演で歌唱した「君だけじゃないさ...friends (ひまわりVer.)」を20日0時より配信開始[5]。

### 収録曲
1. 君だけじゃないさ...friends (ひまわりVer.)
  - 歌：佐々木莉佳子
  - 作詞・作曲：星部ショウ　編曲：平田祥一郎